# Списак опера Карла Марије фон Вебера
Немачки композитор Карл Марија фон Вебер (1786–1826) најпознатији је по својим операма. Десет дела је написао између 1798. и 1826. године. Његове прве четири опере постоје у различитим облицима: Die Macht der Liebe und des Weins (1798) је потпуно изгубљена; два фрагмента преживела су од опере Das Waldmädchen (1800); либрето за Peter Schmoll und seine Nachbarn (1803) је изгубљен; а само три нумере из Rübezahl (1804–1805) су сачуване. Веберове зреле опере — Silvana (1810), Abu Hassan (1811), Der Freischütz (1821), Die drei Pintos (1820–1821), Euryanthe (1823) и Oberon (1826) у потпуности су сачуване. Све су изведене током његовог живота, осим Die drei Pintos, коју је постхумно довршио Густав Малер. Његов допринос овом жанру био је кључан за развој немачке романтичне опере (Romantische Oper) и њеног националног идентитета, остављајући значајан утицај на Рихарда Вагнера. Der Freischütz, његово најпознатије и најзначајније дело, остаје међу најцењенијим немачким операма.
Након што се његова породица преселила у Минхен 1798. године, тринаестогодишњи Вебер почео је да студира код Јохана Непомука Калчера, под чијим надзором је написао своју прву оперу, зингшпил Die Macht der Liebe und des Weins. Ово дело никада није изведено. Две године касније, у Фрајбургу, започео је своју другу оперу, Das Waldmädchen, на либрето Карла фон Штајнсберга. Ова опера је премијерно изведена исте године у извођењу његове путујуће трупе. Два преживела фрагмента овог дела показују мало софистицираности, иако је опера постигла умерен успех. Веберова следећа опера, Peter Schmoll und seine Nachbarn, написана је у Салцбургу под надзором Михаела Хајдна, на либрето Јозефа Тирка по истоименом популарном роману Карла Готлоба Крамера. Премијерно је изведена 1803. године у Аугсбургу, али дело није достигло популарност романа и убрзо је заборављено. Године 1804. Вебер је постављен за капелмајстора опере у Бреслау и радио је на либрету директора театра Јохана Готлиба Родеа (по причи Јохана Карла Аугуста Музеуса) како би створио Rübezahl. Дело никада није изведено, а три сачувана фрагмента показују мало напретка у његовом уметничком изразу. Након двогодишњег мандата, Вебер је провео време у данашњем Покоју, у Опољском војводству, а затим се преселио у Штутгарт где је започео рад на Silvana.
Први Веберов оперски успех дошао је са опером Silvana, на либрето Франца Карла Химера, који је прерадио Штајнсбергов ранији текст за Das Waldmädchen. Иако је премијера у Франкфурту 1810. године постигла само умерен успех, премијера у Берлину била је веома добро прихваћена. Док је боравио у Штутгарту, Вебер је са Химером започео кратки зингшпил заснован на Хиљаду и једној ноћи, под називом Abu Hassan. Ово дело је премијерно изведено у Минхену 1811. године и донело је Веберу други успех. Његово компоновање опера било је у прекиду након што је постављен за директора опере у Прагу, али је настављено 1817. године, када је постао директор Дрезденске опере и започео рад на опери Der Freischütz, заснованој на адаптацији приче о ловцу коју су написали Јохан Апел и Фридрих Лаун. Премијера је одржана 1821. године у Берлину, уз либрето Јохана Фридриха Кинда, и опера је била изузетно добро примљена. Вебер је потом започео рад на комичној опери Die drei Pintos, на либрето Теодора Хела, инспирисан романом Карла Зајдела Der Brautkampf. Међутим, рад је прекинут када је успех Der Freischütz-а донео Веберу наруџбину од престижног Кернтнертортеатра у Бечу. Die drei Pintos је остала недовршена до краја његовог живота. Његова удовица касније је замолила Веберовог пријатеља и композитора Ђакома Мајербера да доврши дело, али је он то игнорисао две деценије. На крају је Веберов унук, Карл фон Вебер, ревидирао текст, а Густав Малер је завршио музику. Опера је премијерно изведена 1888. године у Лајпцигу. Наруџбина Кернтнертортеатра резултирала је Великом херојско-романтичном опером Euryanthe, на либрето Хелмине фон Шези, инспирисаном француском романсом из XIII века. Премијера је одржана 1823. године у Кернтнертортеатру и добила је много похвала. Слава коју је Вебер стекао са Der Freischütz-ом донела му је још једну значајну наруџбину, овог пута од Краљевске опере у Лондону. За ту прилику је компоновао своју последњу оперу и једину на енглеском језику, Oberon, на либрето Џејмса Пленшеа, заснован на истоименом епу Кристофа Мартина Виеланда. Дело је добило много похвала. Вебер је преминуо у Лондону мање од два месеца касније.

## Списак опера
| Год.     | Назив                                                         | Статус                          | Жанр                             | Чинови | Либретиста                                                         | Премијера           | Премијера                  | Ј. Оп.              | Кат. бр. |
| Год.     | Назив                                                         | Статус                          | Жанр                             | Чинови | Либретиста                                                         | датум               | место                      | Ј. Оп.              | Кат. бр. |
| -------- | ------------------------------------------------------------- | ------------------------------- | -------------------------------- | ------ | ------------------------------------------------------------------ | ------------------- | -------------------------- | ------------------- | -------- |
| 1798.    | de (Снага љубави и вина)                                      | потпуно изгубљена               | Зингшпил                         | ? чина | непознато                                                          | неизведена          | неизведена                 | Anh. 6              | C.1      |
| 1800.    | Das Waldmädchen (Девојка из шуме)                             | фрагменти                       | Романтична опера                 | 2 чина | Штајнсберг                                                         | 24. новембар1800.   | Фрајберг, Бутермаркт       | Anh. 1              | C.2      |
| 1801–02. | Peter Schmoll und seine Nachbarn (Петер Шмол и његови суседи) | дијалог изгубљен                | Зингшпил?                        | 2 чина | Тирк по Крaмеру                                                    | март 1803.          | Аугсбург                   | Ј. 8 Оп. 8          | C.3      |
| 1804–05. | Rübezahl (Рубезахл)                                           | фрагменти                       | Опера                            | 2 чина | Роде по Музеусу                                                    | неизведена          | неизведена                 | Ј. 44–6             | C.4      |
| 1808–10. | Silvana (Силвана)                                             | сачувана                        | Романтична опера                 | 3 чина | Хијемер по Штајнсбергу                                             | 16. септембар 1810. | Франкфурт                  | Ј. 87 Score         | C.5      |
| 1810–11. | Abu Hassan (Абу Хасан)                                        | сачувана                        | Зингшпил                         | 1 чин  | Хијемер по Хиљаду и једној ноћи                                    | 4. јун 1811.        | Резиденц, Минхен           | Ј. 106 Score        | C.6      |
| 1817–21. | Der Freischütz (Чаробни стрелац)                              | сачувана                        | Романтична опера                 | 3 чина | Кајнд по Апелу и Лауну                                             | 18. јун 1821.       | Шаушпилхаус, Берлин        | Ј. 277 Оп. 77 Score | C.7      |
| 1820–21. | Die drei Pintos (Три Пинтоса)                                 | допуњено од стране Малера 1887. | Комична опера                    | 3 чина | Хел по Зајделу Ревизије Карла фон Вебера (текст) и Малера (музика) | 20. јануар 1888.    | Нојес Штадт, Лајпциг       | Anh. 5 Score        | C.8      |
| 1822–23. | Euryanthe (Еуријанта)                                         | сачувана                        | Велика херојско-романтична опера | 3 чина | Хелмина по француском роману из XIII века                          | 25. октобар 1823.   | Кертнертортеатар, Беч      | Ј. 291 Оп. 81 Score | C.9      |
| 1825–26. | Oberon (Заклетва краља вилењака)                              | сачувана                        | Романтична опера                 | 3 чина | Планше по Виеланду                                                 | 12. април 1826.     | Планше по Виеланду, Лондон | Ј. 306 Score        | C.10     |

### Напомена
1. ↑  Период у коме је опера написана
2. ↑  Јехнсови каталошки бројеви дела Вебера, састављени од стране Фридриха Вилхелма Јенса у његовом делу Carl Maria von Weber in seinen Werken: chronologisch-thematisches Verzeichniss seiner sämtlichen Compositionen (1871).
[2] Не сва дела, пре свега она изгубљена и она која нису извођена за његовог живота, имају опус бројеве.
3. ↑  Каталошки број из Карл-Марија-фон-Вебер-Гезамтаусгабе, критичког издања Веберових дела. Линкови су до онлајн верзије Карл-Марија-фон-Вебер-Гезамтаусгабе, базе података о Веберовом животу и комплетним делима
4. ↑  Највероватније уништена у пожару у кући Јохана Непомука Калхера, Веберовог учитеља[4]
5. ↑  Познато и као Нема девојка из шуме или Девојка у шумама Шпесарта
6. ↑  Алтернативно преведено као Шумска девојка.
[6]
7. ↑  Два фрагмента су преживела; дело се раније сматрало потпуно изгубљеним све до 2000. године, када је Наталија Губкина пронашла те фрагменте у руском архиву Маријинског државног театра.[7] Већи део музике је вероватно прерађен у Силвану.[4]
8. ↑  Вебер је 1807. године прерадио увертиру Петер Шмол и његови суседи у самостално дело Велика увертира за више инструмената.[8]
9. ↑  Morgan (2017, стр. 14) га наводи као зингшпил, док Brown (2002a, "Works") то не чини, иако наводи друга дела (нпр. Die Macht der Liebe und des Weins и Абу Хасан) као зингшпилове.
10. ↑  Вебер је 1801. године прерадио увертиру Рибецал у самостално дело Владар духова.[8]
11. ↑  Три броја су преживела[8]
12. ↑  Химер је Силвану засновао на Штајнсберговом либрету за Веберову ранију оперу, Шумска девојка.[9]
13. ↑  Morgan (2017, стр. 104) наводи да је расправа о замисли овог дела могла почети још 1810. године.
14. ↑  Оберон је једина Веберова опера са либретом на енглеском језику.[12]

### Цитати
1. ↑  Information is from Warrack (1976, стр. 379) and Brown (2002a, "Works") unless otherwise noted.
2. ↑  Brown 2002a, "Bibliography".
3. ↑  Morgan 2017, стр. 8.
4. 1 2  Brown 2002a, "1. Life, 1786–1816".
5. ↑  Morgan 2017, стр. 9.
6. ↑  Osborne 2007, стр. 594.
7. 1 2  Morgan 2017, стр. 14.
8. 1 2 3  Brown 2002a, "Works".
9. ↑  Morgan 2017, стр. 27.
10. ↑  Morgan 2017, стр. 16.
11. ↑  Osborne 2007, стр. 597.
12. ↑  Brown 2002a, "2. Life, 1817–26".